# Bargellobroderi
Bargellobroderi, plattsöm över räknade trådar. Man syr lodräta stygn över ett växlande antal trådar i vågräta böljande rader. Tekniken är lätt att utföra och ger ett spännande resultat. Namnet kommer från Bargellopalatset i Florens. De första europeiska invandrarna förde med sig denna broderiteknik till Amerika där den blev mycket populär.